# Liste der Biografien/Siev
Liste der Biografien |
Portal Biografien |
Personensuche
# |
A |
B |
C |
D |
E |
F |
G |
H |
I |
J |
K |
L |
M |
N |
O |
P |
Q |
R |
S |
T |
U |
V |
W |
X |
Y |
Z |
?
 
Sa |
Sb |
Sc |
Sd |
Se |
Sf |
Sg |
Sh |
Si |
Sj |
Sk |
Sl |
Sm |
Sn |
So |
Sp |
Sq |
Sr |
Ss |
St |
Su |
Sv |
Sw |
Sy |
Sz
 
Sia |
Sib |
Sic |
Sid |
Sie |
Sif |
Sig |
Sih |
Sii |
Sij |
Sik |
Sil |
Sim |
Sin |
Sio |
Sip |
Siq |
Sir |
Sis |
Sit |
Siu |
Siv |
Siw |
Six |
Siy |
Siz
 
Sieb |
Siec |
Sied |
Sief |
Sieg |
Sieh |
Siek |
Siel |
Siem |
Sien |
Siep |
Sier |
Sies |
Siet |
Sieu |
Siev |
Siew |
Siey
Die Liste der Biografien führt alle Personen auf, die in der deutschsprachigen Wikipedia einen Artikel haben. Dieses ist eine Teilliste mit 166 Einträgen von Personen, deren Namen mit den Buchstaben „Siev“ beginnt.

## Siev

### Sieva
- Sievan, Lee (1907–1990), US-amerikanische Fotografin
- Sievan, Maurice (1898–1981), US-amerikanischer Maler

### Sieve
- Sieve, Peter (* 1964), deutscher Historiker und Archivar
- Sieveke, Daniel (* 1976), deutscher Politiker (CDU), MdLDaniel Sieveke (* 1976)

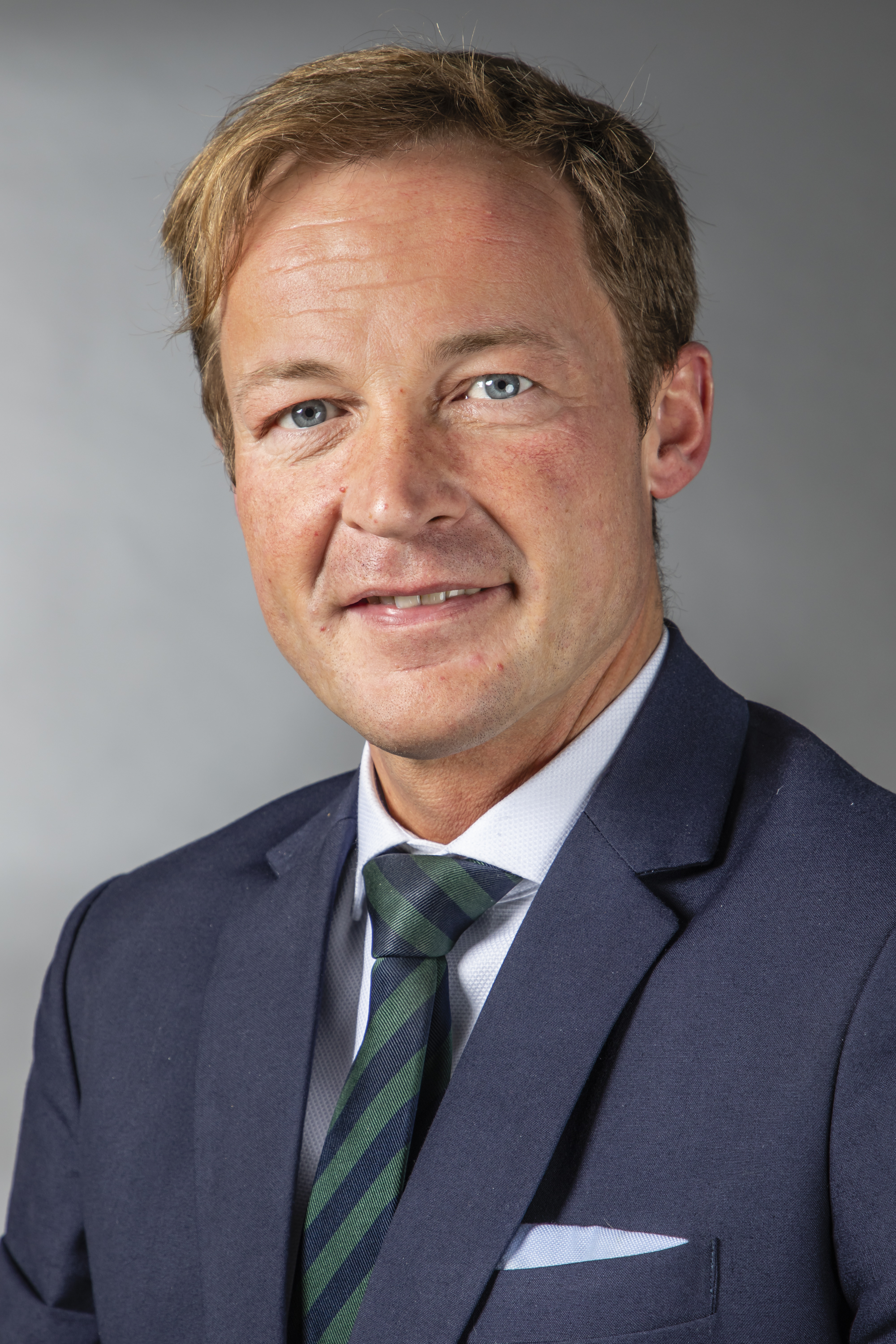
Daniel Sieveke (* 1976)

- Sieveking, Adelheid († 1654), deutsches Hexenprozess-Opfer
- Sieveking, Amalie (1794–1859), Mitbegründerin der organisierten Diakonie in Deutschland
- Sieveking, David (* 1977), deutscher Regisseur und Drehbuchautor
- Sieveking, Edward (1816–1904), englischer Mediziner
- Sieveking, Ernst Friedrich (1836–1909), deutscher Jurist, Hamburger Senator und Oberlandesgerichtspräsident
- Sieveking, Friedrich (1798–1872), Hamburger Bürgermeister
- Sieveking, Georg Heinrich (1751–1799), Hamburger Kaufmann und Aufklärer
- Sieveking, Georg Herman (1867–1954), deutscher Arzt, Politiker, MdHB
- Sieveking, Gerhart (1901–1945), deutscher Lehrer, Literaturforscher und Übersetzer
- Sieveking, Heinrich (1871–1945), deutscher Nationalökonom und Historiker
- Sieveking, Heinrich Christian (1752–1809), deutscher Kaufmann und Hamburger Senator
- Sieveking, Hermann (1875–1914), deutscher Physiker und Hochschullehrer
- Sieveking, Hermann Otto (1891–1931), deutscher Oberleutnant und Kaufmann, Vorsitzender der deutschnationalen Bismarckjugend
- Sieveking, Johann Peter (1763–1806), hamburgischer Jurist und Diplomat
- Sieveking, Johanna Margaretha (1760–1832), hamburgische Salonnière im Zeitalter der Aufklärung
- Sieveking, Johannes (1869–1942), deutscher Klassischer Archäologe
- Sieveking, Johannes Hermann (1827–1884), Diplomat, Senatssekretär und Hamburger Politiker
- Sieveking, Karl (1787–1847), Hamburger Diplomat und Politiker
- Sieveking, Karl (1863–1932), deutscher Politiker, diplomatischer Vertreter von Elsass-Lothringen sowie der Hansestädte Bremen, Hamburg und Lübeck
- Sieveking, Klaus (* 1945), deutscher Rechtswissenschaftler
- Sieveking, Kurt (1897–1986), deutscher Politiker (CDU)
- Sieveking, Monika (* 1944), deutsche Malerin, Zeichnerin und ehemalige Politikerin (SEW)
- Sieveking, Rosanna (* 1965), deutsche Juristin und Richterin am Bundesverwaltungsgericht
- Sieveking, Wilhelm (1895–1946), deutscher Klassischer Philologe und Gymnasiallehrer
- Siever, Christina (* 1982), Schweizer Linguistin und Übersetzerin
- Siever, Holger (* 1960), deutscher Übersetzungs- und Sprachwissenschaftler
- Siever, Raymond (1923–2004), US-amerikanischer Geologe
- Sieverding, Bernhard (1896–1973), deutscher Landwirt und Politiker (Zentrum), MdL
- Sieverding, Katharina (* 1941), deutsche KünstlerinKatharina Sieverding (* 1941)

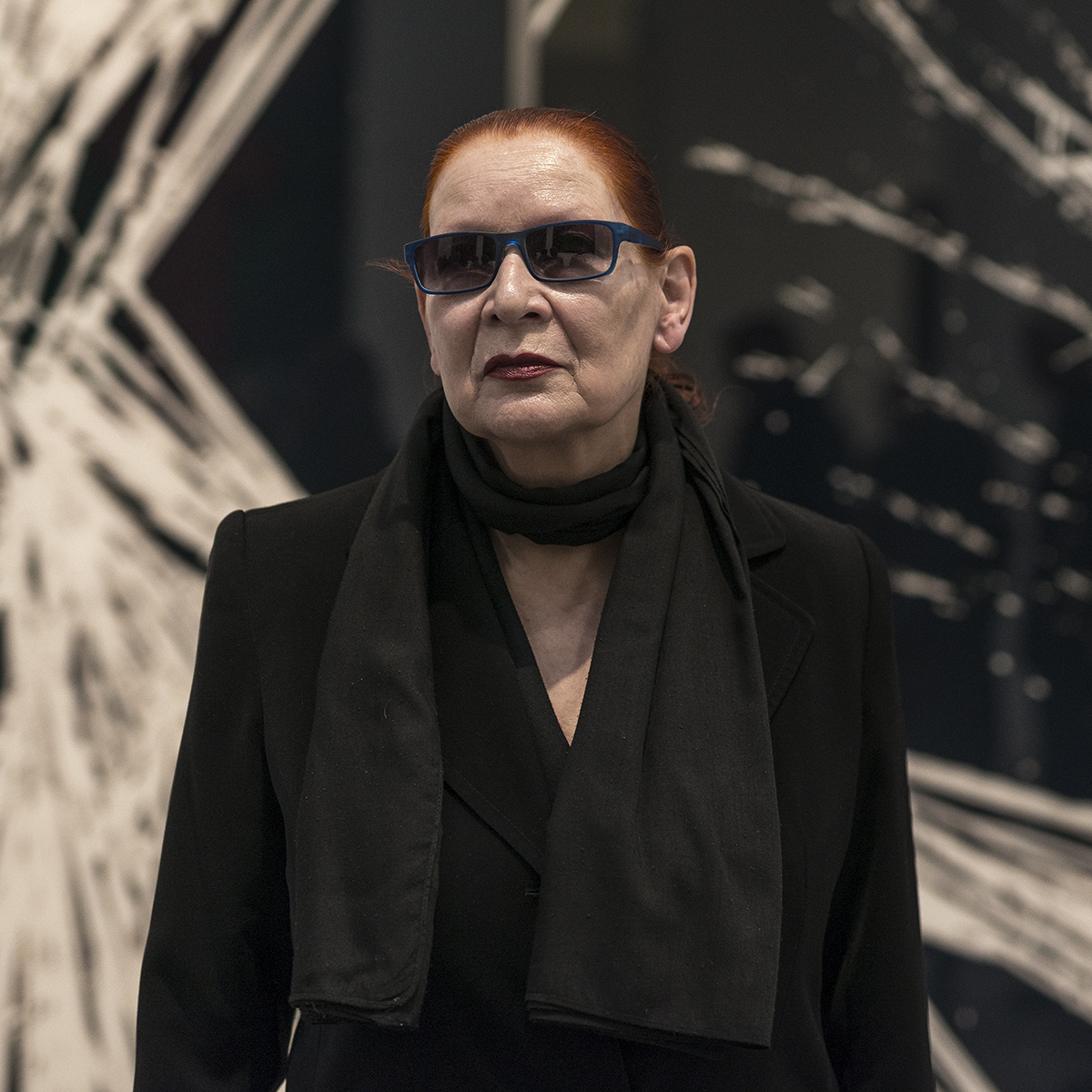
Katharina Sieverding (* 1941)

- Sieverding, Monika (* 1957), deutsche Psychologin
- Sieverding, Pola (* 1981), deutsche Künstlerin
- Sieverding, Udo (* 1970), deutscher Verbraucherschützer
- Sievernich, Chris (* 1946), deutscher Filmproduzent
- Sievernich, Michael (* 1945), deutscher Jesuit, römisch-katholischer Theologe und Professor für Pastoraltheologie
- Sievers, Adolf (1896–1981), niederdeutscher Autor
- Sievers, Alf von († 1946), deutscher Schauspieler und Regisseur
- Sievers, Andreas (1931–2009), deutscher Botaniker
- Sievers, Angelika (1912–2007), deutsche Geographin
- Sievers, August (1866–1960), deutscher Direktor des Verbandes Schleswig-Holsteinischer Baugenossenschaften
- Sievers, Burkard (1942–2022), deutscher Wirtschafts- und Sozialwissenschaftler
- Sievers, Carl (1867–1925), deutscher Politiker (DHP), MdR
- Sievers, Carl Georg von (1814–1879), russischer Archäologe
- Sievers, Carl Gustav von (1772–1856), russischer General
- Sievers, Carl Heinrich (1820–1889), Kaufmann und Senator der Hansestadt Lübeck
- Sievers, Christian (* 1969), deutscher Fernsehjournalist und Fernseh-ModeratorChristian Sievers (* 1969)

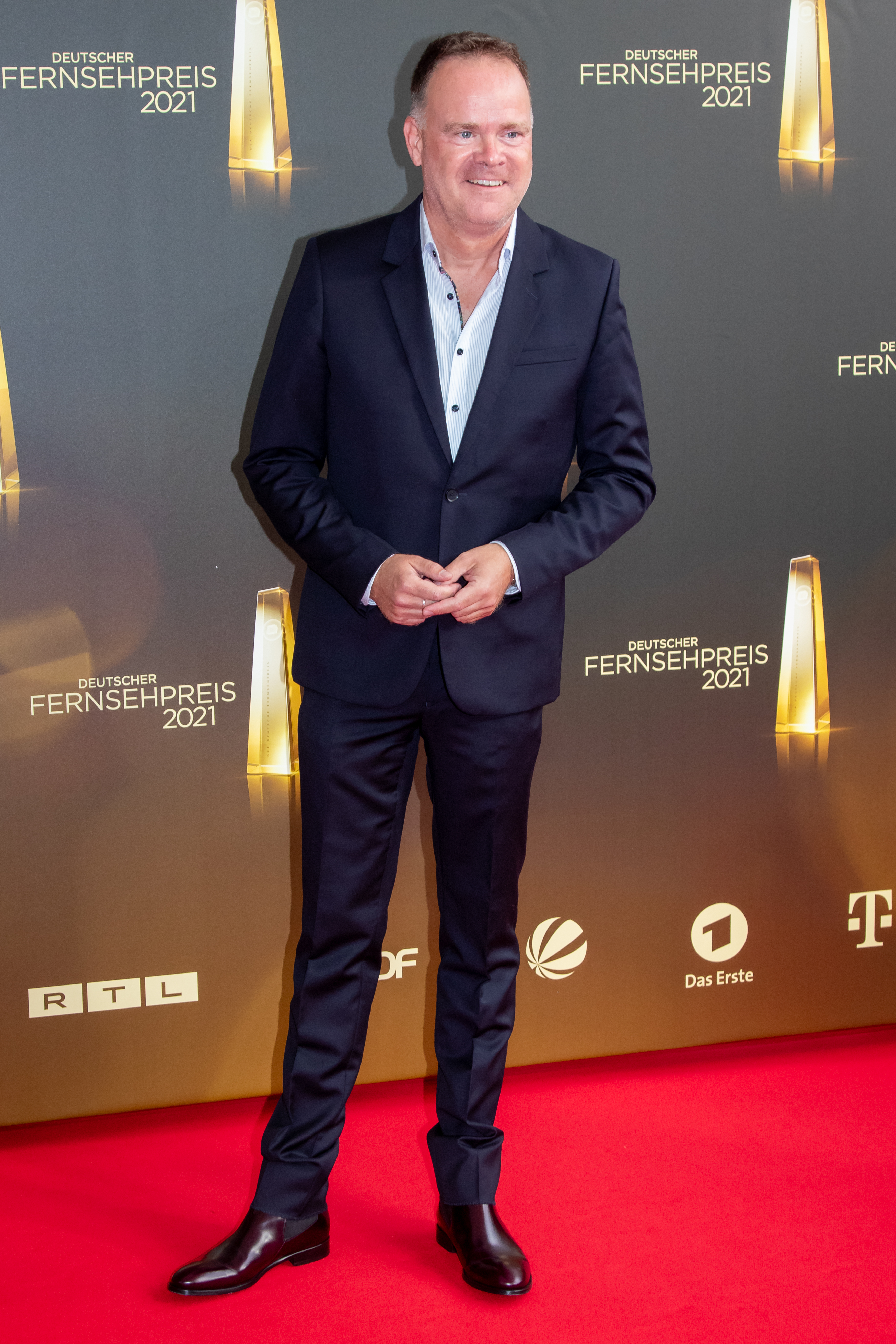
Christian Sievers (* 1969)

- Sievers, Corinna T. (* 1965), deutsche Schriftstellerin
- Sievers, David Reinhold von (1732–1814), russischer Offizier
- Sievers, Eduard (1850–1932), deutscher germanistischer Mediävist und Linguist (Junggrammatiker)
- Sievers, Eduard Wilhelm (1820–1894), deutscher Shakespeareforscher
- Sievers, Emanuel von (1817–1909), deutsch-baltischer Adliger und russischer Oberhofmeister
- Sievers, Frederick William (1872–1966), US-amerikanischer Bildhauer
- Sievers, Friedrich von (1748–1823), russischer Senator
- Sievers, Gabriele (* 1961), deutsche Bodybuilderin
- Sievers, Georg (1803–1887), deutscher Dekorationsmaler und Restaurator
- Sievers, Georg Ludwig Peter (1775–1830), deutscher Musikschriftsteller
- Sievers, Georg von (1774–1843), russischer General
- Sievers, Gerd (1915–1999), deutscher Musikwissenschaftler
- Sievers, Gottlob Reinhold (1811–1866), deutscher Althistoriker und Gymnasiallehrer
- Sievers, Gustav (1843–1898), russischer Geologe und Entomologe einer aus Hamburg stammenden Familie
- Sievers, Gustav (1865–1941), deutscher Künstler der Art brut; Opfer der NS-Euthanasie
- Sievers, Hannelore (1925–1998), deutsche Politikerin (CDU), MdL
- Sievers, Hans (1893–1965), deutscher Pädagoge und Politiker
- Sievers, Hans (1931–2012), deutscher Schauspieler und Synchronsprecher
- Sievers, Hans Wilhelm (1912–1987), deutscher Politiker (CDU), MdL
- Sievers, Hans-Hinrich (* 1952), deutscher Herzchirurg und Bildhauer
- Sievers, Harald (* 1975), deutscher KommunalpolitikerHarald Sievers (* 1975)

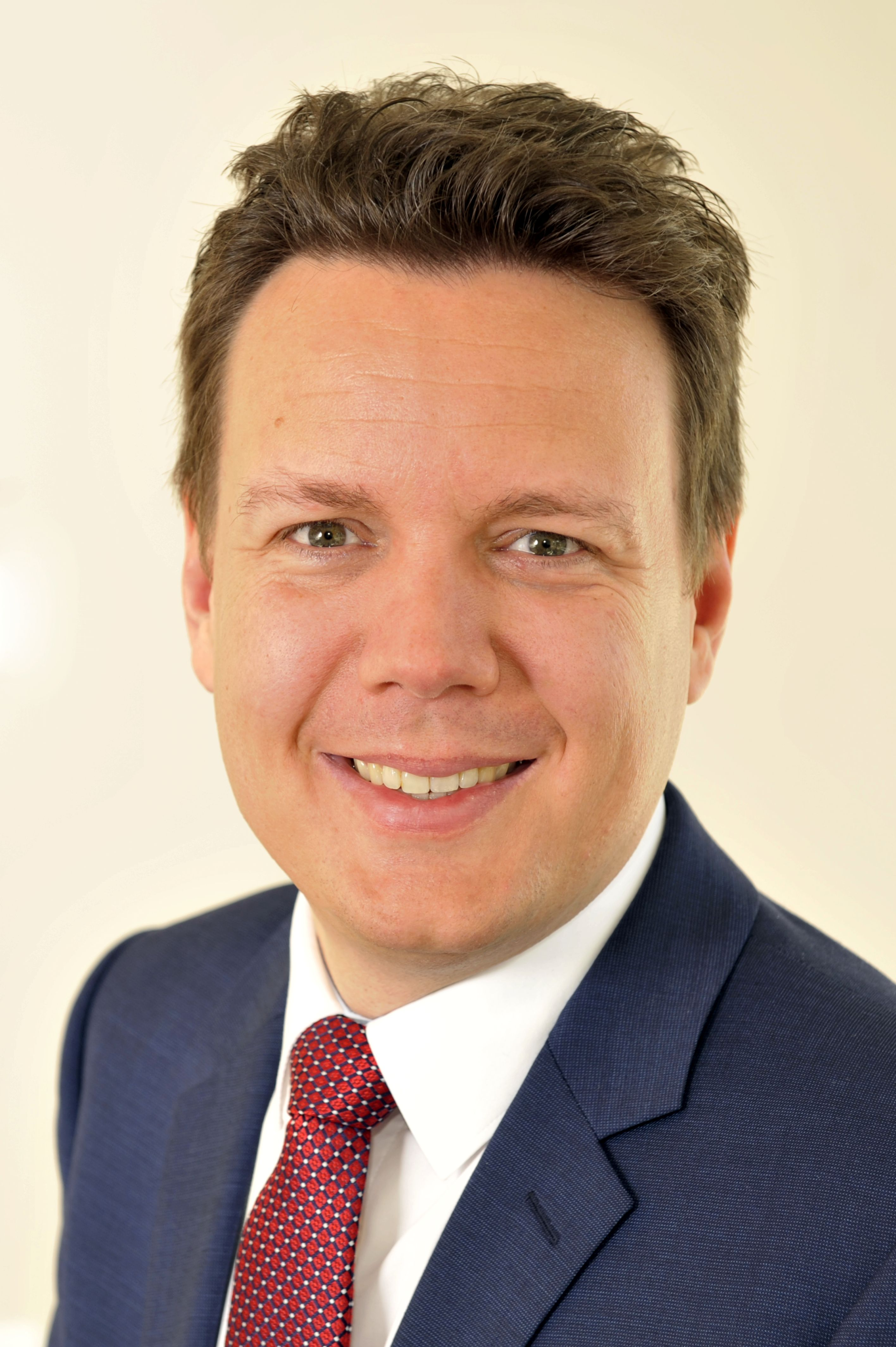
Harald Sievers (* 1975)

- Sievers, Hartwig (1902–1970), deutscher Schauspieler und Hörspielsprecher
- Sievers, Heinrich, deutscher Radrennfahrer
- Sievers, Heinrich (1848–1918), Senatspräsident am Reichsgericht
- Sievers, Heinrich (1856–1924), deutscher Kaufmann und Politiker
- Sievers, Heinrich (1873–1950), deutscher Bauer, Heimatdichter und niederdeutscher Sprachforscher
- Sievers, Heinrich (1908–1999), deutscher Musikwissenschaftler, Musikkritiker, Hochschullehrer und Dirigent
- Sievers, Heinz-Georg (1923–2007), deutscher Arzt und Handballspieler
- Sievers, Herbert (1922–1993), deutscher Schauspieler
- Sievers, Hermann (1892–1972), deutscher Politiker (SPD)
- Sievers, Holger (* 1968), deutscher Radrennfahrer
- Sievers, Horst Dieter (1928–2023), deutscher Schauspieler
- Sievers, Hubertus (* 1956), deutscher Betriebswirt, Steuerberater und Hochschulprofessor
- Sievers, Hugo K. (1903–1972), chilenischer Zoologe und Politiker
- Sievers, Inge (1941–2018), deutsche Schauspielerin und Autorin
- Sievers, Jacob Johann (1731–1808), russischer Staatsmann und Reformator
- Sievers, James Bruce Joseph (* 1948), US-amerikanischer Dichter
- Sievers, Jan (* 1967), deutscher Fußballspieler
- Sievers, Jan (* 1977), deutscher Singer-Songwriter
- Sievers, Jan-André (* 1987), deutscher Fußballspieler
- Sievers, Jan-Henrik (* 1989), deutscher Schauspieler, Moderator und Schauspiellehrer
- Sievers, Jan-Ole (* 1995), deutscher Fußballtorhüter
- Sievers, Joachim von (1719–1778), deutsch-baltischer General in russischen Diensten
- Sievers, Johann August Carl (1762–1795), deutscher Botaniker
- Sievers, Johann Friedrich Ludwig (1742–1806), deutscher Organist und Komponist
- Sievers, Johann Heinrich (1811–1876), deutscher Buchhändler und Publizist
- Sievers, Johann von (1778–1827), russischer General
- Sievers, Johannes (1880–1969), deutscher Kunsthistoriker
- Sievers, Johannes (1881–1959), deutscher Oberkirchenrat
- Sievers, Jonah (* 1971), deutscher Rabbiner
- Sievers, Jörg (1956–1973), deutscher Schwimmer
- Sievers, Jörg (* 1965), deutscher Fußballtorhüter und -trainerJörg Sievers (* 1965)

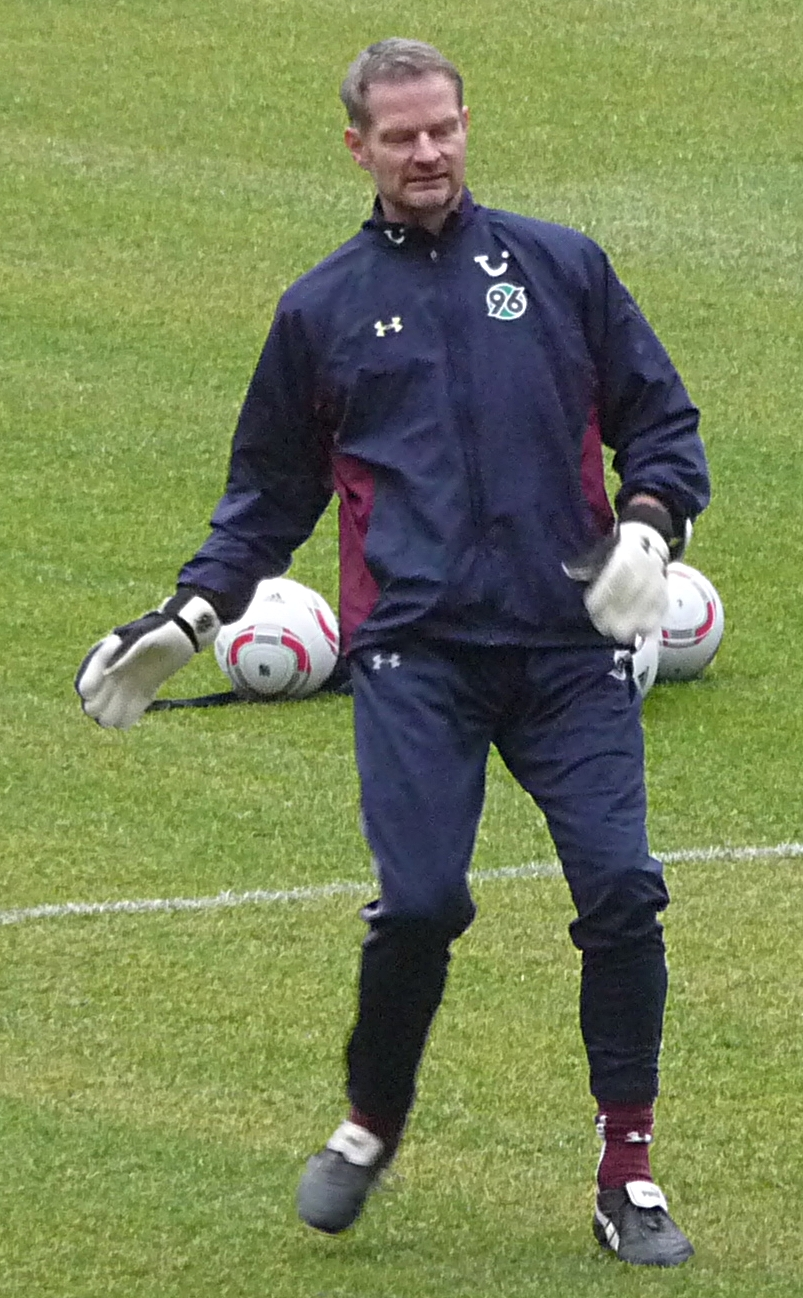
Jörg Sievers (* 1965)

- Sievers, Josef (1875–1964), deutscher Politiker des Zentrum
- Sievers, Kai Detlev (* 1934), deutscher Hochschullehrer, Kulturwissenschaftler und Volkskundler
- Sievers, Karl (1868–1940), deutscher Konteradmiral der Kaiserlichen Marine
- Sievers, Karl (1880–1925), deutscher Bauingenieur und kommunaler Baubeamter in Berlin
- Sievers, Karl (1892–1961), deutscher Generalleutnant der Wehrmacht
- Sievers, Karl Friedrich von (1761–1823), russischer Beamter
- Sievers, Karl von (1710–1775), deutsch-baltischer Staatsmann und Oberhofmarschall der Zarin Katharina II.
- Sievers, Karl von (1745–1821), russischer Hofrat
- Sievers, Kay, deutscher Software-Entwickler
- Sievers, Klas Richard (1852–1931), finnischer Arzt und Archiater
- Sievers, Kurt (* 1906), deutscher Politiker (NSDAP)
- Sievers, Leo (1917–2009), deutscher Reporter und historischer Schriftsteller
- Sievers, Ludwig (1887–1968), deutscher Mediziner und Standespolitiker
- Sievers, Margarethe (1601–1617), Opfer der Hexenverfolgung
- Sievers, Martin, Bürgermeister von Neustadt bei Magdeburg
- Sievers, Matthias (1792–1848), deutscher Jurist, Diplomat und Ratsherr der Hansestadt Lübeck
- Sievers, Max (1887–1944), Vorsitzender des Deutschen Freidenker-Verbandes
- Sievers, Milan (* 1998), deutscher Volleyball- und Beachvolleyballspieler
- Sievers, Morris (1912–1968), australischer Cricketspieler
- Sievers, Philipp Heinrich Friedrich (1775–1851), deutscher evangelischer Pastor, Senior und Stifter
- Sievers, Ralf (* 1961), deutscher Fußballspieler
- Sievers, Richard († 1700), Piratenkapitän
- Sievers, Rolf (1902–1949), deutscher Schriftsteller, Satiriker, Kabarettist
- Sievers, Roy (1926–2017), US-amerikanischer Baseballspieler
- Sievers, Rudolf (1841–1921), deutscher Kaufmann und Politiker (NLP), MdR
- Sievers, Rudolf (1884–1918), deutscher Grafiker, Autor und Liedtexter der Jugendbewegung
- Sievers, Sampson (1900–1979), deutsch-baltischer Mönch und Priester
- Sievers, Susanne (* 1951), deutsche Prähistorikerin
- Sievers, Thadeus von (1853–1915), russischer (deutsch-baltischer) GeneralThadeus von Sievers (1853–1915)

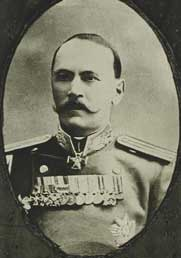
Thadeus von Sievers (1853–1915)

- Sievers, Wilhelm (1840–1917), Landtagsabgeordneter Waldeck
- Sievers, Wilhelm (1860–1921), deutscher Geograph und Hochschullehrer
- Sievers, Wilhelm (* 1870), deutscher Maler und Kirchenmaler, Kunstpädagoge sowie Restaurator
- Sievers, Wilhelm (1896–1966), deutscher Politiker der NSDAP und CDU
- Sievers, Wilhelm (* 1931), deutscher Geistlicher, Bischof der Evangelisch-Lutherischen Kirche in Oldenburg
- Sievers, Wolfgang (1913–2007), australischer Fotograf deutscher Abstammung
- Sievers, Wolfram (1905–1948), deutscher Urgeschichtler; Geschäftsführer der Forschungsgemeinschaft Deutsches Ahnenerbe und KriegsverbrecherWolfram Sievers (1905–1948)

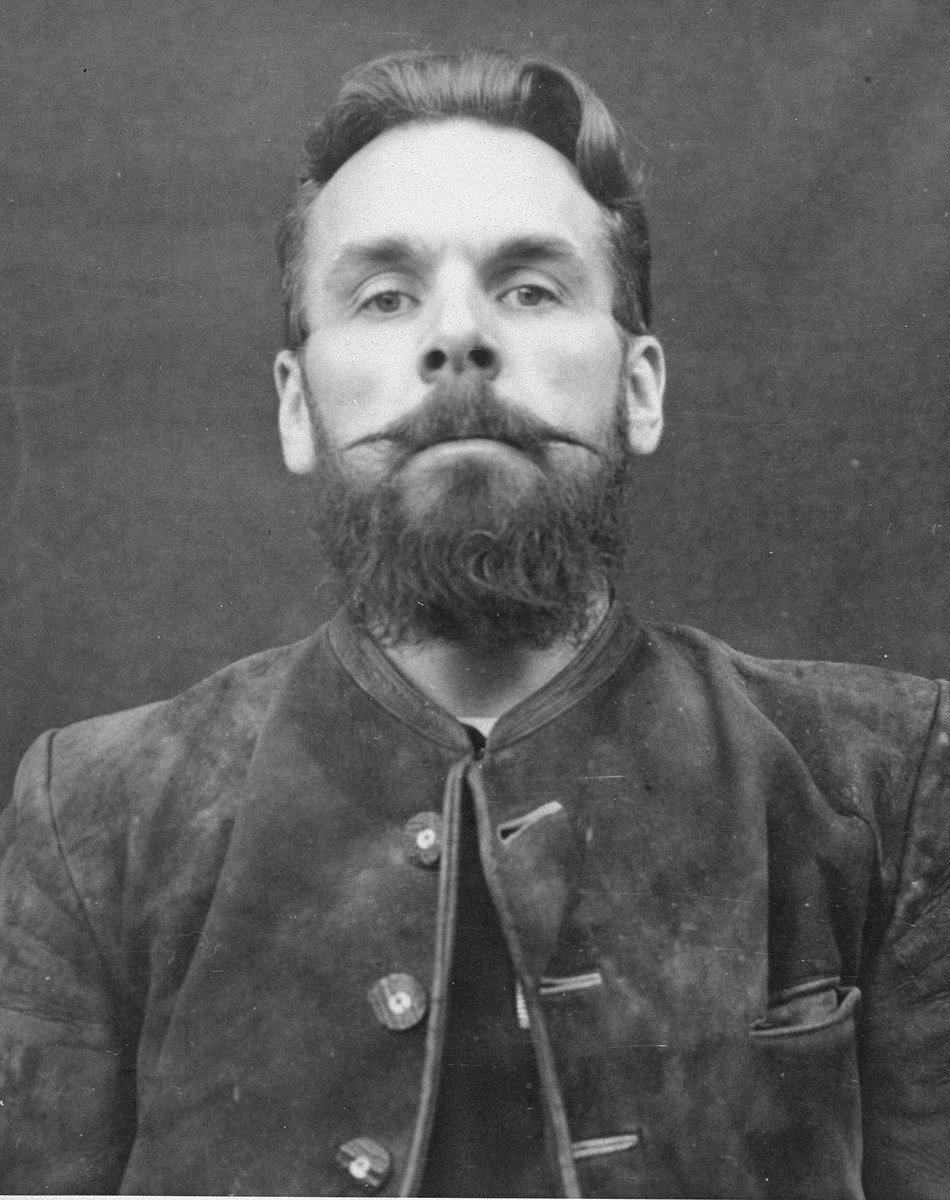
Wolfram Sievers (1905–1948)

- Sievert, Adolf (1826–1893), deutscher Jurist, Regierungsrat, Heimatforscher und Sammler historischer Ansichten
- Sievert, Albert Julius (1835–1904), evangelischer Pfarrer und Heimatforscher
- Sievert, Auguste (1824–1897), deutsche Malerin und Schriftstellerin
- Sievert, Hans (1880–1956), deutscher Verwaltungsjurist in Sachsen
- Sievert, Hans-Heinrich (1909–1963), deutscher Zehnkämpfer, Kugelstoßer und Diskuswerfer
- Sievert, Hans-Wolf (* 1941), deutscher Unternehmer und Hochschullehrer
- Sievert, Hedwig (1907–1980), deutsche Stadtarchivarin und Historikerin
- Sievert, Helmut (1914–1945), deutscher Fußballspieler
- Sievert, Henning, deutscher Islamwissenschaftler
- Sievert, Johannes F. (* 1968), deutscher Filmregisseur, Filmproduzent und Drehbuchautor
- Sievert, Klaus-Dieter (* 1935), deutscher Marineoffizier (Flottillenadmiral)
- Sievert, Ludwig (1887–1966), deutscher Bühnenbildner
- Sievert, Olaf (* 1933), deutscher Ökonom
- Sievert, Paul (1895–1988), deutscher Leichtathlet und Olympiateilnehmer
- Sievert, Rolf (1896–1966), schwedischer medizinischer PhysikerRolf Sievert (1896–1966)

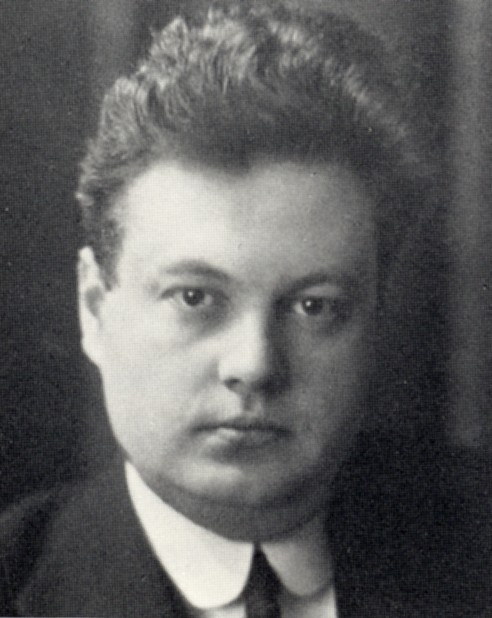
Rolf Sievert (1896–1966)

- Sievert, Sara (* 1994), deutsche Journalistin
- Sievert, Thorsten (* 1968), deutscher TV-Produzent
- Sievert-Staudte, Adelheid (* 1944), deutsche Kunstpädagogin und Hochschullehrerin
- Sieverts, Adolf (1874–1947), deutscher Chemiker
- Sieverts, Ernst (1885–1944), deutscher Jagdflieger, Jurist und Verlagsdirektor
- Sieverts, Ernst (1924–2018), deutscher Architekt
- Sieverts, Henning (* 1966), deutscher Jazz-Bassist und Komponist
- Sieverts, Rudolf (1903–1980), deutscher Rechtswissenschaftler und Kriminologe
- Sieverts, Thomas (* 1934), deutscher Architekt
- Sieverts-Doreck, Hertha (1899–1991), deutsche Paläontologin
- Sievey, Chris (1955–2010), englischer Musiker und Komiker

### Sievi
- Sievinen, Jani (* 1974), finnischer Schwimmer

### Sievw
- Sievwright, Charles (1800–1855), britischer Armeeoffizier und Protector of Aborigines
- Sievwright, Margaret (1844–1905), neuseeländische Suffragette und Frauenrechtlerin